# Мирамбо (Верхняя Гаронна)
Мирамбо́ (фр. Mirambeau, окс. Mirambèu) — коммуна во Франции, находится в регионе Юг — Пиренеи. Департамент — Верхняя Гаронна. Входит в состав кантона Л’Иль-ан-Додон. Округ коммуны — Сен-Годенс.
Код INSEE коммуны — 31343.

## География

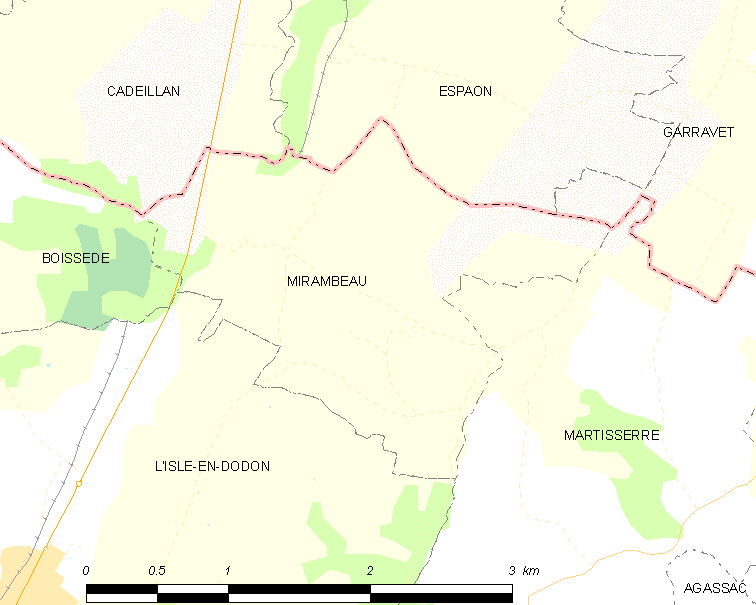
Карта коммуны

Коммуна расположена приблизительно в 620 км к югу от Парижа, в 55 км к юго-западу от Тулузы.
На западе коммуны протекает река Сав.

## Климат
Климат умеренно-океанический. Зима мягкая и снежная, весна характеризуется сильными дождями и грозами, лето сухое и жаркое, осень солнечная. Преобладают сильные юго-восточные и северо-западные ветры.

## Население
Население коммуны на 2010 год составляло 53 человека.
| 1962 | 1968 | 1975 | 1982 | 1990 | 1999 | 2010 |
| ---- | ---- | ---- | ---- | ---- | ---- | ---- |
| 82   | 69   | 54   | 58   | 55   | 51   | 53   |

## Администрация
| Период | Период | Фамилия         | Партия | Примечания |
| ------ | ------ | --------------- | ------ | ---------- |
| 2001   | 2008   | Морис Лаффорг   |        |            |
| 2008   | 2020   | Жозиан Де Марши |        |            |

## Экономика
В 2010 году среди 34 человек трудоспособного возраста (15—64 лет) 28 были экономически активными, 6 — неактивными (показатель активности — 82,4 %, в 1999 году было 75,0 %). Из 28 активных жителей работали 23 человека (16 мужчин и 7 женщин), безработных было 5 (3 мужчин и 2 женщины). Среди 6 неактивных 1 человек был учеником или студентом, 5 — пенсионерами, 0 были неактивными по другим причинам.